# Herbert Reuter
Herbert Reuter (* 1. März 1909 in Chemnitz; † 28. Oktober 1994 ebenda) war ein deutscher Gebrauchsgrafiker.

## Leben und Werk
Reuter absolvierte in Chemnitz eine Lehre als Bauschlosser und arbeitete, unterbrochen durch Zeiten der Arbeitslosigkeit während der Weltwirtschaftskrise, in seinem Beruf. Von 1932 bis 1934 besucht er bei dem renommierten Leipziger Grafiker Hugo Bernhardt einen Lehrgang für Plakat- und Wandgestaltung und arbeitete dann als Plakatmaler. Ab 1940 nahm er als Soldat der Wehrmacht am Zweiten Weltkrieg teil und geriet in sowjetische Gefangenschaft, aus der der 1947 nach Chemnitz zurückkam. Seine Wohnung in der Kronenstraße 5 war dem Bombardement der Stadt zum Opfer gefallen.
Ab 1949 arbeitete Reuter in Chemnitz als Dozent an der Volkshochschule. Von 1953 bis 1955 war er Werbeleiter des Zirkus Aeros und danach in Chemnitz freischaffender Werbegrafiker. Er illustrierte u. a. Programmhefte des Städtischen Theaters. Von 1957 bis 1960 arbeitete er vor allem für den Berliner Zirkus Barlay. Von 1962 bis 1967 hatte er eine große Zahl von Aufträgen für die Wandgestaltung öffentlicher Einrichtungen.
Reuter war Mitglied des Verbands Bildender Künstler der DDR.

## Ausstellungen (unvollständig)

### Personalausstellungen
- 1957: Karl-Marx-Stadt, Galerie Oben („Grafik, Collagen, Plakate“)
- 1979: Wanderausstellung des Bezirkskunstzentrums Karl-Marx-Stadt („Malerei + Grafik von Herbert Reuter“)

#### Postum
- 1996: Chemnitz, Neue Sächsische Galerie („Transit – Herbert Reuter. Zirkusplakate, Illustrationen 1909 – 1994.“)

### Teilnahme an Ausstellungen
- 1948: Chemnitz, Schlossberg-Museum, und Glauchau, Stadt- und Heimatmuseum Glauchau („Mittelsächsische Kunstausstellung“)[2]
- 1962/1963: Dresden, Fünfte Deutsche Kunstausstellung
- 1974, 1979 und 1985: Karl-Marx-Stadt, Bezirkskunstausstellungen
- 1984/1985 Karl-Marx-Stadt, Städtisches Museum am Theaterplatz („Retrospektive 1945 – 1984. Bildende Kunst im Bezirk Karl-Marx-Stadt“)